# Nate Diaz
Nathan Donald Diaz (ur. 16 kwietnia 1985 w Stockton) – amerykański zawodnik mieszanych sztuk walki (MMA). Zwycięzca piątego sezonu reality show The Ultimate Fighter oraz były pretendent do pasa mistrzowskiego Ultimate Fighting Championship (UFC). W swojej karierze walczył dla World Extreme Cagefighting (WEC), Pancrase oraz Strikeforce i UFC.

## Kariera MMA

### Wczesna kariera
Od 15 roku życia wraz z bratem Nickiem zaczęli trenować sporty walki, początkowo boks i kickboxing, następnie brazylijskie jiu-jitsu w którym jest posiadaczem czarnego pasa. W wieku 19 lat 21 października 2004 zadebiutował w MMA na gali WEC 12 wygrywając przed czasem z Alejandro Garcią. Kolejną walkę stoczył już w Japonii w 2005 na gali Pancrase, wtedy to uległ Koji Oishiemu na punkty. Przez cały 2006 rok stoczył pięć pojedynków – cztery wygrane i jedna przegrana (o tytuł WEC z Hermesem Françą) na galach Strikeforce i WEC.

### The Ultimate Fighter
W kwietniu 2007 wziął udział w piątej edycji reality show organizowanego przez UFC The Ultimate Fighter, gdzie występował w drużynie prowadzonej przez byłego mistrza UFC Jensa Pulvera. Diaz wygrał eliminację wewnątrz programu pokonując trzech rywali przed czasem w tym Graya Maynarda po czym stoczył finałową walkę o zwycięstwo w całej edycji z innym finalistą Mannym Gamburyanem. Ostatecznie to Diaz tryumfował wygrywając na finałowej gali 23 czerwca 2007 przed czasem (kontuzja barku rywala w 2. rundzie) otrzymując tym samym angaż w UFC.

### Ultimate Fighting Championship

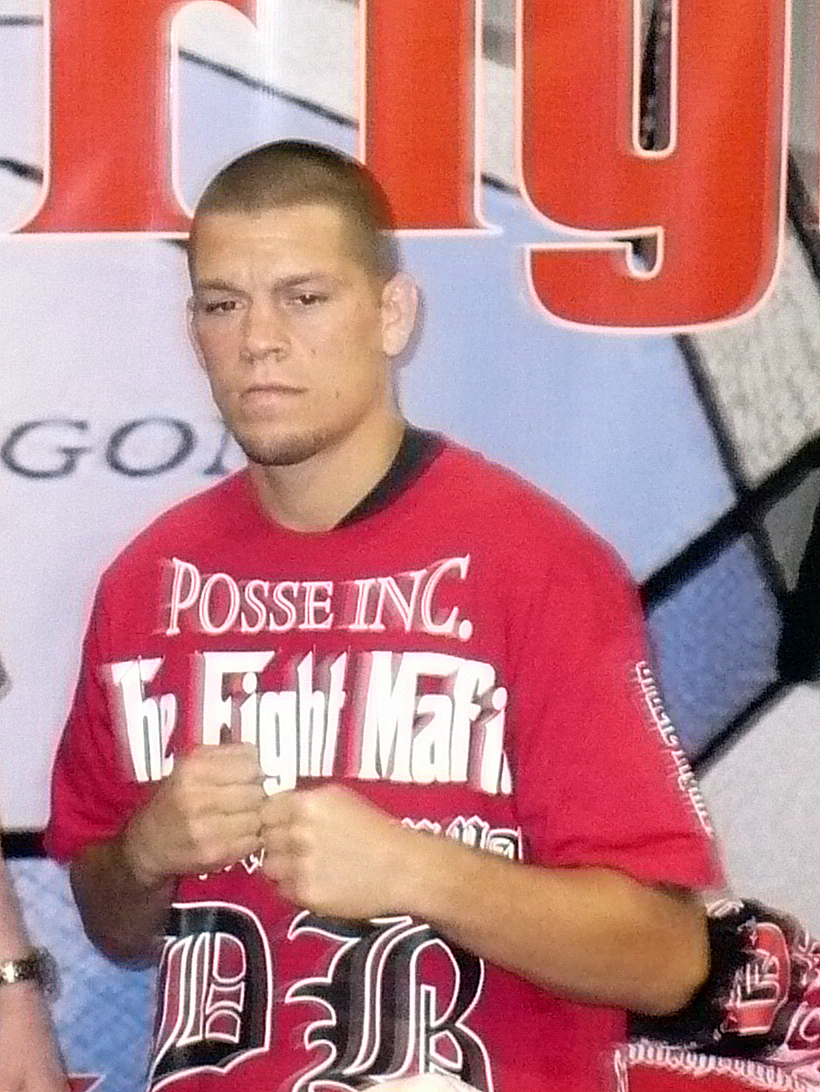
Diaz w 2009

Od zwycięstwa w TUFie do końca 2009 wygrywał pięciokrotnie m.in. z Joshem Neerem i Melvinem Guillardem oraz dwukrotnie przegrywał – z Clayem Guidą i Joe Stevensonem otrzymując za każdym razem pokaźne bonusy finansowe od włodarzy UFC w ramach "poddań" i "walk wieczoru". Na początku 2010, 11 stycznia przegrał w rewanżu z Maynardem niejednogłośnie na punkty po czym wygrał dwukrotnie z mało znanymi zawodnikami. Od 2011 do 2012 stoczył sześć pojedynków, początkowo przegrywając kolejno dwa m.in. z Rorym MacDonaldeem by następnie zwyciężać w trzech z rzędu z Takanori Gomim, Donaldem Cerrone i Jimim Millerem. Po wygranej nad Millerem otrzymał szanse walki o tytuł wagi lekkiej z ówczesnym mistrzem Bensonem Hendersonem (8 grudnia 2012) lecz nie sprostał mu i uległ wysoko na punkty. Od 2013 przeplata przegrane pojedynki (z Joshem Thomsonem i Rafaelem dos Anjosem) wygranymi (nad Maynardem).

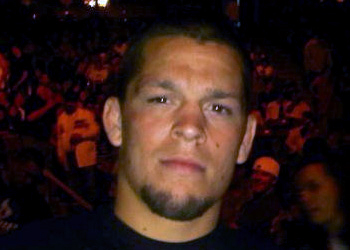
Diaz na gali UFC Live: Hardy vs. Lytle w 2011

5 marca 2016 Diaz zmierzył się z mistrzem wagi piórkowej Irlandczykiem Conorem McGregorem, którego nieoczekiwanie pokonał przed czasem w 2. rundzie (duszenie zza pleców), mimo iż walkę z McGregorem wziął w zastępstwo za kontuzjowanego na jedenaście dni przed galą Rafaela dos Anjosa. Walka odbyła się w limicie kategorii półśredniej (-77 kg). Za to zwycięstwo Diaz otrzymał 500 tys. USD podstawowej gaży oraz dwa bonusy za "walkę" i "występ wieczoru". Po tej walce, ogłoszono rewanż na jubileuszową galę UFC 200, lecz ostatecznie do walki nie doszło z powodu perturbacji kontraktowych na linii McGregor – UFC. Rewanż ponownie zaplanowano na 20 sierpnia 2016 (UFC 202). Diaz przegrał w drugim pojedynku z Irlandczykiem na punkty (większościowa decyzja: 48-47, 47-47, 48-47). Mimo przegranej otrzymał ponownie ogromną wypłatę w postaci 2 milionów USD.
Oczekiwano, że 15 maja 2021 roku w Co-Main Evencie gali UFC 262 zawalczy z Leonem Edwardsem. Z powodu niewielkiej kontuzji odniesionej przez Diaza walka została przeniesiona na UFC 263 i ostatecznie odbyła się również na dystansie 5 rund. Edwards kontrolował zdecydowaną większość walki i wygrał walkę jednomyślną decyzją (49-46, 49-46, 49-46).
10 września 2022 roku w walce wieczoru gali UFC 279 miał zmierzyć się z Chamzatem Czimajewem. Podczas ważenia Czimajew przekroczył limit kategorii półśredniej o 3,4 kg. W wyniku niezrobienia przez niego wagi został usunięty z walki. Nowym rywalem Diaza został Tony Ferguson. Zwyciężył przez poddanie gilotyną w czwartej rundzie. To zwycięstwo przyniosło mu drugą nagrodę za najlepszy występ wieczoru.
Pod koniec listopada 2022 ogłoszono, że jego kontrakt z UFC dobiegł końca i nie został przedłużony.

## Walka w boksie
Po nieprzedłużeniu kontraktu z UFC zdecydował się wejść w sport boksu. 12 kwietnia 2023 roku ogłoszono, że zadebiutuje w boksie zawodowym przeciwko amerykańskiemu youtuberowi, Jake'owi Paulowi. Walka odbyła się 5 sierpnia 2023 roku w American Airlines Center w Dallas, w Teksasie. Paul pokonał Diaza jednogłośną decyzją.
13 marca 2024 roku ogłoszono, że Diaz zmierzy się z Jorge Masvidalem 1 czerwca 2024 roku w Kia Forum, w Los Angeles. Pojedynek w wadze półciężkiej zakontraktowano na 10-rund. 7 maja 2024 poinformowano, że walka została przełożona na 6 lipca 2024 w Honda Center w Anaheim. 13 maja 2024 potwierdzono nową datę wydarzenia na 6 lipca 2024 roku. Diaz wygrał walkę przez decyzję większościową (98-92, 97-93, 95-95). 

## Kontrowersje
Wraz ze starszym bratem Nickiem – również utytułowanym zawodnikiem MMA jest znany z wybuchowego temperamentu oraz prowokacji słownych skierowanych do rywali. 17 kwietnia 2010 na gali Strikeforce w Nashville podczas wywiadu z Jakiem Shieldsem mającym miejsce zaraz po walce, do klatki wszedł Jason Miller, który w prowokującym i aroganckim tonie domagał się rewanżu od Shieldsa, nagle rozpoczęła się szamotanina między Gilbertem Melendezem (będącym wraz z Natem i Nickiem w narożniku Shieldsa) a Millerem do której dołączyli bracia Diaz okładając go pięściami co przerodziło się w wielką bójkę na oczach ponad 8 tysięcznej widowni zgromadzonej na hali oraz setkach tysięcy przed telewizorami. Po tym wydarzeniu wszyscy uczestnicy bójki zostali ukarani karami pieniężnymi oraz trzymiesięcznymi zawieszeniami.

## Życie prywatne
Stosuje i promuje dietę wegańską. Mówi o sobie oraz swoim żywieniu "on and off vegan", ponieważ w jego jadłospisie okresowo pojawiają się owoce morza i ryby. Na diecie pozbawionej produktów odzwierzęcych takich jak mleko, jaja czy mięso (nie licząc owoców morza i ryb) pozostaje od 2009 roku.

## Osiągnięcia

### Mieszane sztuki walki
- 2007: Zwycięzca 5 edycji The Ultimate Fighter w wadze lekkiej
- 15-krotny zdobywca nagród bonusowych w UFC (6 poddań, 7 walk, 1 występ i 1 nokaut wieczoru).

### Grappling
- 2005: Mistrzostwa Panamerykańskie IBJJF w Jiu-jitsu  2. miejsce w kat. średniej, niebieskie pasy[28]